# Yoanna House
Yoanna House (Jacksonville, 9 aprile 1980) è una modella statunitense, famosa soprattutto per essere la vincitrice della 2ª stagione di America's Next Top Model.

## Infanzia
Nata a Jacksonville, in Florida, il padre è canadese e la madre messicana. Fin da piccola ha sempre voluto inseguire il suo sogno di diventare una modella.
Dopo il diploma alla Bishop Kenny High School, Yoanna frequenta la Università del Nord Dakota e si laurea in relazioni internazionali e studi asiatici. Parla fluentemente il giapponese e lo spagnolo.

## America's Next Top Model
Yoanna, dopo l'università, inizia a lavorare come modella locale, ma a causa del suo peso non trova molto lavoro. Decide di lasciare il suo lavoro di babysitter per fare i provini al reality show di Tyra Banks.
Riuscita a diventare una delle 12 finaliste, arriva in finale a Milano, dove vince l'edizione del programma.

## Carriera
Vinto il programma televisivo, Yoanna firma un contratto con la IMG Models e fa il suo debutto come modella sulla passerella al Mercedes Benz Fashion Week del 2004 sfilando per Petro Zillia, Custo Barcelona, Sue Wong, e John Sakalis. È apparsa alla sfilata promozionale per America's Next Top Model Obsessed che è stata mandata in onda dalla rete televisiva Oxygen.
Dopo essere apparsa in numerose riviste, diventa il volto della rete televisiva the CW ed è apparsa negli spot e nelle pubblicità  web della neonata rete.
All'estero ha firmato un contratto con un'agenzia di  modelle danese e con una società di cosmesi israeliana.
È apparsa in uno spot di cosmetici insieme alla vincitrice della 4ª edizione di America's Next Top Model Naima Mora.

## Vita privata
È sposata e suo figlio Alastair è nato nell'agosto del 2008, vive con tutta la famiglia a New York